# مطاردة باردة
مطاردة باردة (بالإنجليزية: Cold Pursuit) هو فيلم حركة كوميديا سوداء أمريكي من إخراج هانز بيتر مولاند، ومن تأليف فرانك بالدوين. والفيلم هو طبعة جديدة للفيلم النرويجي «حسب الاختفاء»(2014)، والذي أخرجه أيضا مولاند، يمثل البطولة النجوم ليام نيسون، ولورا ديرن وإيمي روسوم. تأتي مؤامرة الفيلم في أعقاب السائق سنوبلوو الذي ينطلق للانتقام من العصابات التي قتلت ابنه.
تم إصدار الفيلم في الولايات المتحدة في 8 فبراير 2019 من قبل سمت إنترتاينمنت. وقد حقق أكثر من 62 مليون دولار في جميع أنحاء العالم وتلقى تقييمات إيجابية بشكل عام من النقاد، الذين أشادوا بتسلسل الحركة وروح الدعابة المظلمة.

## مقدمة
سنوبلوو نيلسون كوكس يسعى للانتقام من موزع مخدرات الكارتل في مسقط رأسه في جبال روكي بعد مقتل ابنه من قبل العصابة.

## القصة
يسعى سائق سنوبلوو إلى الانتقام من تجار المخدرات الذين يعتقد أنهم قتلوا ابنه. بناءً على الفيلم النرويجي 2014 «حسب الاختفاء».

## الإنتاج
في يناير 2017 أُعلن ليام نيسون أنه قد انضم إلى فريق الفيلم، مع إخراج هانز بيتر مولاند ونص مسرحي من تأليف فرانك بالدوين. سينتجا مايكل شامبرج وستوديوكانال الفيلم. في مارس 2017 انضم دومينيك لومباردوزي، وإيمي روسوم، وبنيامين هولينجسورث، ولورا ديرن، ووليام فورسيث، وجوليا جونز وجون دومان إلى طاقم الفيلم. في أبريل 2017 انضم أليكس باونوفيتش إلى فريق الفيلم.

### التصوير
بدأ التصوير الرئيسي في مارس 2017 في ألبرتا، كندا. استغرق تصوير المكان في فيرني بريتيش كولومبيا.

## وصلات خارجية
- مسحوق صلب على موقع IMDb (الإنجليزية)
- مسحوق صلب على موقع ميتاكريتيك (الإنجليزية)
- مسحوق صلب على موقع روتن توميتوز (الإنجليزية)
- مسحوق صلب على موقع قاعدة بيانات الأفلام العربية
- مسحوق صلب على موقع ألو سيني (الفرنسية)
- مسحوق صلب على موقع أول موفي (الإنجليزية)
- مسحوق صلب على موقع بوكس أوفيس موجو (الإنجليزية)
- مسحوق صلب على موقع فيلمافينيتي (الإسبانية)
- مسحوق صلب على موقع قاعدة بيانات الأفلام السويدية (السويدية)
- مسحوق صلب على موقع قاعدة بيانات الفيلم (الإنجليزية)